# Incidente del conejo

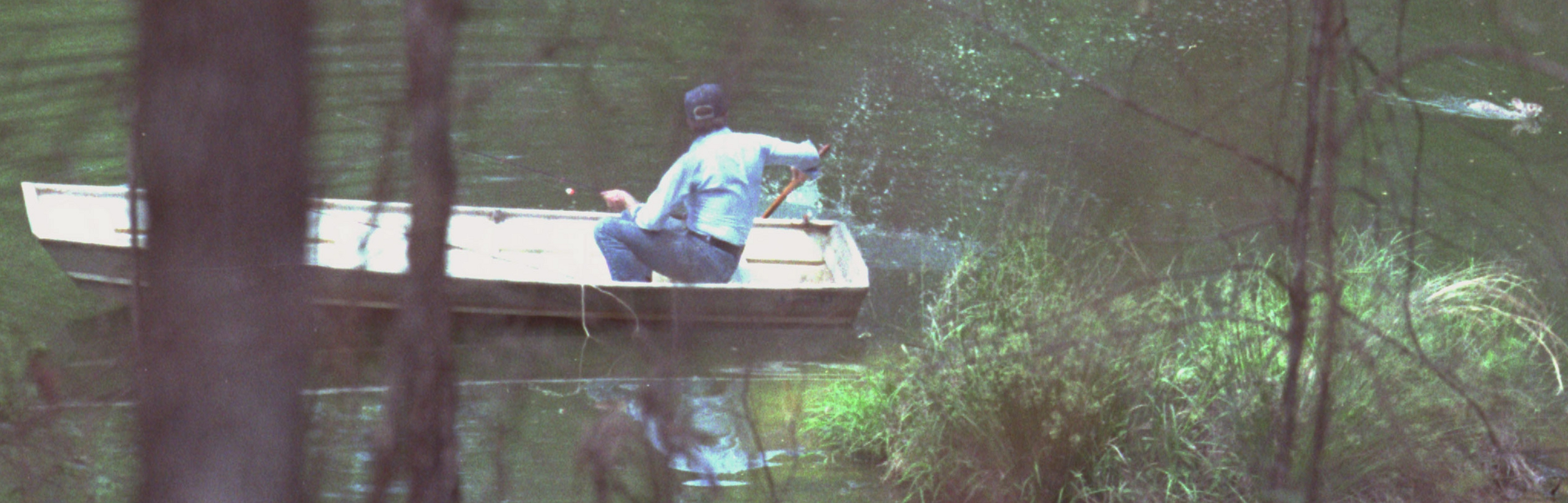
20 de abril de 1979, fotografía de la Biblioteca Carter en la que se ve el barco de Carter y el conejo

El incidente del conejo (apodado el ataque del conejo asesino por los medios de comunicación) fue un suceso que involucró a un conejo de pantano que nadó agresivamente hacia el barco pesquero del presidente de los Estados Unidos Jimmy Carter el 20 de abril de 1979.
Carter había salido solo a pescar por una zona pantanosa de Plains, Georgia, su ciudad natal, cuando un conejo de pantano se aproximó a su barca "bufando amenazante, con dientes centelleantes y las ventanas de la nariz dilatadas, directo hacia el presidente" tratando desesperadamente de subir a la embarcación, lo cual hizo que Carter sacudiese frenéticamente al animal con uno de los remos.
Al volver a la oficina, el personal dudaba de la historia del presidente, afirmando que los conejos no nadan o que nunca se aproximarían a una persona de una forma tan amenazante. Sin embargo, un fotógrafo de la Casa Blanca había capturado con su cámara el incidente.
El 28 de agosto de 1979, la Secretaria de Prensa Jody Powell mencionó el suceso al corresponsal de Associated Press Brooks Jackson, quien al día siguiente lo filtró a la agencia de noticias. La historia, titulada "El presidente, atacado por un conejo" salió en la portada del The Washington Post, a pesar de la negativa de la Casa Blanca a hacer públicas las fotografías. En lugar de éstas, el periódico publicó una caricatura que hacía una analogía con la película Tiburón. La Casa Blanca no hizo públicas las fotografías hasta el gobierno de Ronald Reagan, momento en que el incidente volvió a convertirse en tema de debate. 
En el libro de 1986 The Other Side of the Story, la Secretaria Powell contó la historia de la siguiente forma:

Tras una investigación más de cerca, el animal parecía volver a ser un conejo. No uno lleno de encanto, al estilo del conejo de pascua, sino una de esas cosas despatarradas, de grandes pies, a las que, cuando yo era joven, llamábamos conejos de ciénaga.

El animal estaba claramente angustiado, o tal vez enloquecido. El Presidente admitió no tener demasiada experiencia en el trato de conejos enfurecidos. No era capaz de definir con claridad en que estado mental se encontraba. Lo que era obvio, sin embargo, era que ese animal que bufaba amenazante, con dientes centelleantes y las ventanas de la nariz dilatadas, iba directo hacia el bote del presidente.
Jody Powell

El incidente con el conejo se convirtió en artillería para aquellos que tachaban la presidencia de Carter de desafortunada y débil, y los republicanos lo utilizaron para burlarse de Carter durante la campaña electoral de 1980.